# Diocesi di Brescello
La diocesi di Brescello (in latino Dioecesis Brixellensis) è una sede soppressa e sede titolare della Chiesa cattolica.

## Storia
La diocesi di Brescello è attestata nel V secolo. Alcuni autori ritengono che la creazione di questa diocesi sia conseguente alla deposizione da parte di sant'Ambrogio nel 372 dell'allora vescovo di Parma Urbano, che aveva aderito all'arianesimo; a causa di tale evento probabilmente avvenne lo spostamento della sede vescovile parmense a Brescello, allora città romana con il nome di Brixellum.
La diocesi è legata alla memoria di san Genesio, patrono della città, i cui resti sarebbero stati scoperti nel X secolo con l'iscrizione: «Hic titulus est venerabilis Genesii huius brixellensis urbis episcopi». Questo santo è ritenuto il protovescovo di Brescello anche se la critica storica dubita della verità della inventio delle sue reliquie.
Primo e unico vescovo storicamente documentato è Cipriano, che nel 451 partecipò al sinodo celebratosi a Milano.
La diocesi fu presente per circa due secoli, ma in seguito all'alluvione del Po del 589 e all'invasione dei Longobardi all'inizio del VII secolo, la città di Brixellum fu distrutta dai bizantini per non lasciarla in mano ad Agilulfo e la sede vescovile spostata a Parma, dove nel 680 si ha di nuovo la presenza di un vescovo.
Dal 1968 Brescello è annoverata tra le sedi vescovili titolari della Chiesa cattolica; dal 3 novembre 1989 il vescovo titolare è István Katona, già vescovo ausiliare di Eger.

## Cronotassi

### Vescovi
- San Genesio † (IV secolo)
- Cipriano † (menzionato nel 451)

### Vescovi titolari
- Jean-Jérôme Adam, C.S.Sp. † (29 maggio 1969 - 27 ottobre 1976 dimesso)
- István Katona, dal 3 novembre 1989